# NGC 4661
NGC 4661 (również NGC 4650B lub PGC 42983) – galaktyka eliptyczna (E-S0), znajdująca się w gwiazdozbiorze Centaura. Odkrył ją John Herschel 5 czerwca 1834 roku.